# Vadstenadiariet
Vadstenadiariet, Diarium Vadstenense, Vadstenabrödernas s.k. minnesbok, i vilken anmärkningsvärda händelser inom och utanför Vadstena kloster antecknades. 
Vadstenadiariet innehåller notiser av varierande omfång för åren 1336–1545. Bland notiser om händelser i själva klostret dominerar uppgifter om personer som inträtt i klostrets brödra- eller systrakonvent samt om de i klosterkyrkan begravda. Diariet är skrivet på medeltidslatin och i gotisk skrift. Den sista notisen upplyser om att borgarna i Vadstena 1545 börjat riva klostrets murar. 
Diariet har bevarats i original och förvaras i Uppsala universitetsbibliotek Carolina Rediviva. Texten har utgivits i tryck flera gånger, senast 1996 av Claes Gejrot i en vetenskaplig utgåva med svensk parallelltext.